# Бересфорд, Джордж Чарльз
Бересфорд, Джордж Чарльз (англ. George Charles Beresford; 10 июля 1864, Дромахайр, Литрим — 21 февраля 1938, Брайтон) — английский фотограф викторианской эпохи.

## Жизнь и творчество
Потомок ирландского аристократического рода, Дж. Ч. Бересфорд поступает в Девоне в колледж для сыновей военных. После его окончания, с 1882 года, работает инженером в течение 4 лет в Индии; затем заболевает малярией и возвращается в Англию, где изучает искусство. Работы Дж. Ч. Бересфорда выставлялись в Королевской Академии художеств в Лондоне.
С 1902 по 1932 год Бересфорд живёт и работает в Найтбридже, где у него фотоателье. Художник создаёт в платиновой печати фотопортреты знаменитых писателей, политиков и художников XX столетия. Его работы печатаются в крупных британских изданиях, таких как Tatler и The Illustrated London News. Во время Первой мировой войны Бересфорд жертвует значительные денежные средства Красному Кресту. Позднее успешно вёл торговлю антиквариатом. В 1943 году, после смерти мастера, Национальная портретная галерея (Лондон) покупает у наследников Бересфорда часть оригиналов и негативов его фоторабот.
Дж. Ч. Бересфорд был дружен с художниками Огастасом Джоном и Уильямом Орпеном, с которыми иногда вместе работал. Особые отношения связывали его с соучеником школьных лет, Редьярдом Киплингом, выведшим образ Бересфорда в фигуре Мактурка в своём романе «Сталки и компания» (1898). В конце своей жизни Бересфорд напишет книгу воспоминаний «Школьные дни с Киплингом», вышедшую в 1936 году.

## Галерея

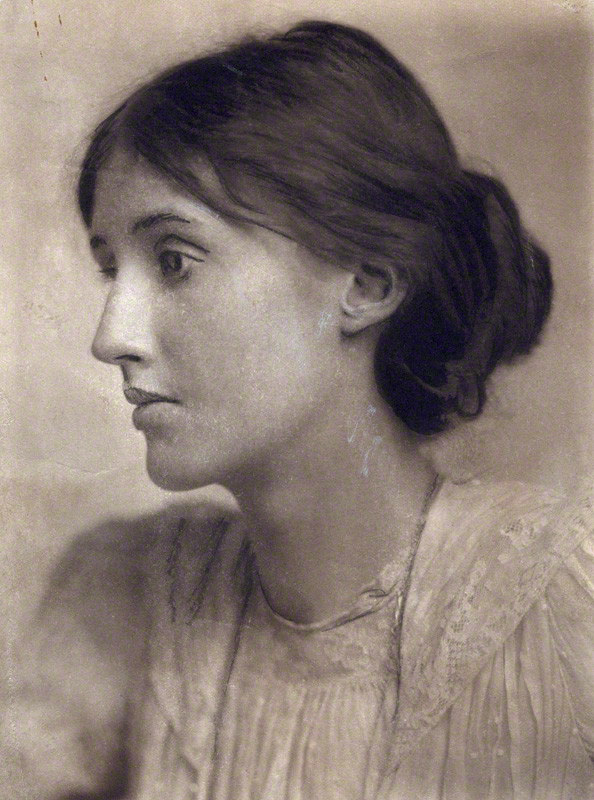
Вирджиния Вулф (1902)
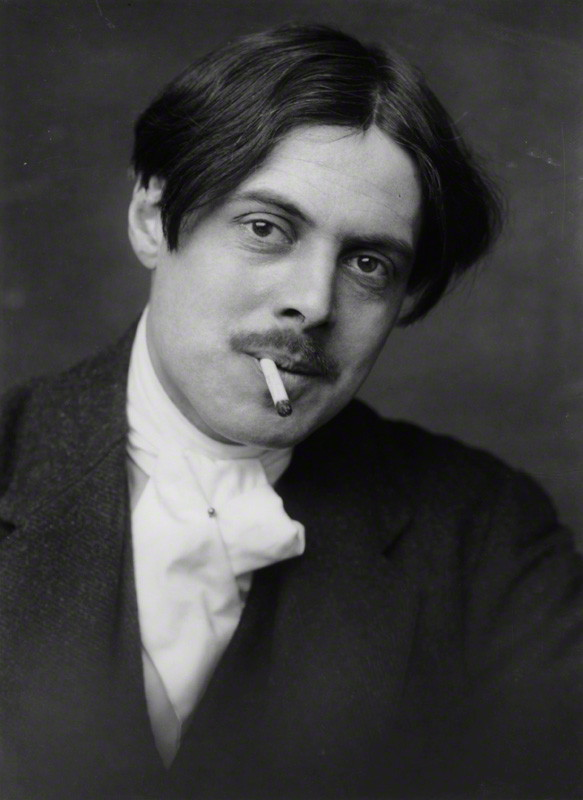
Виндхем Льюис (1913)
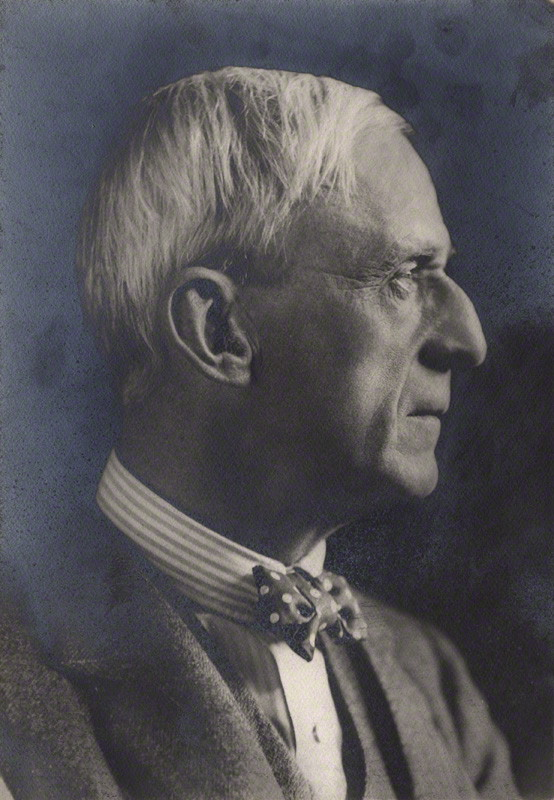
Генри Тонкс (1922)
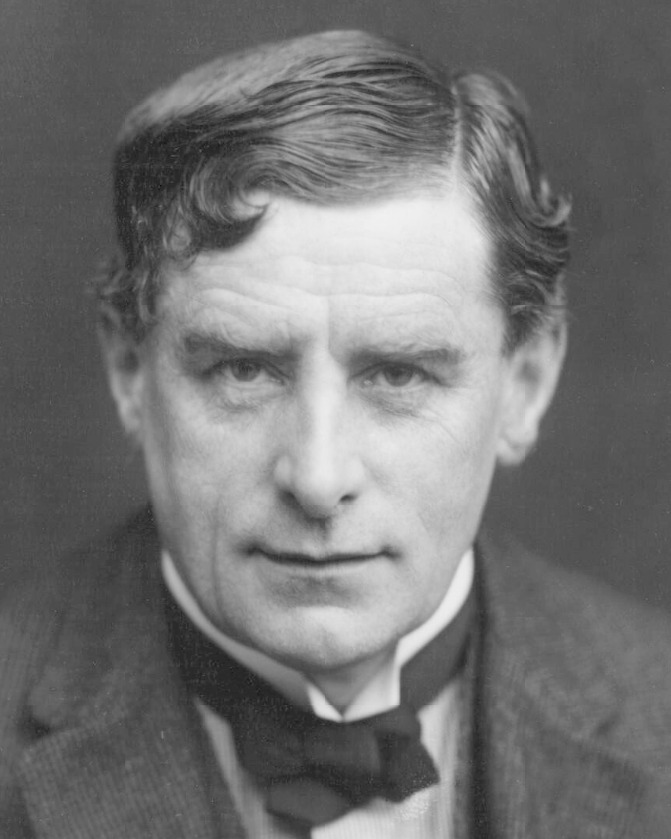
Уолтер Сикерт (1911)
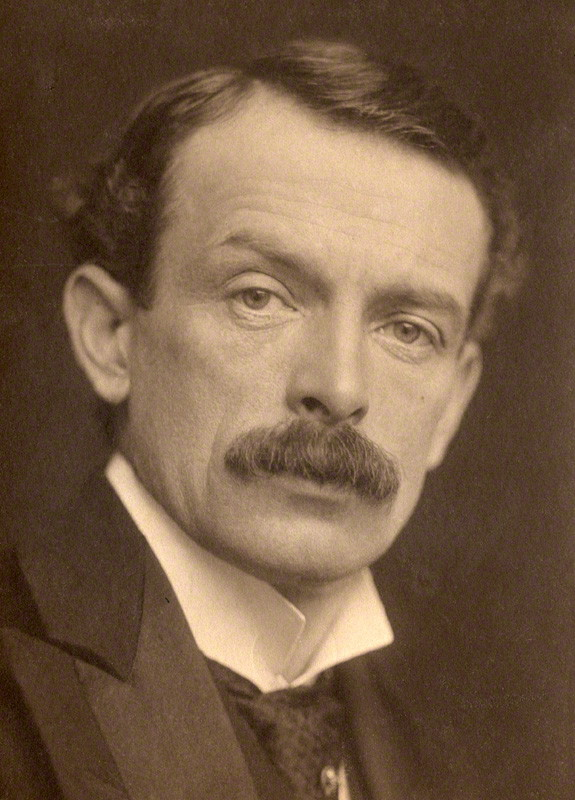
Дэвид Ллойд Джордж (1908)
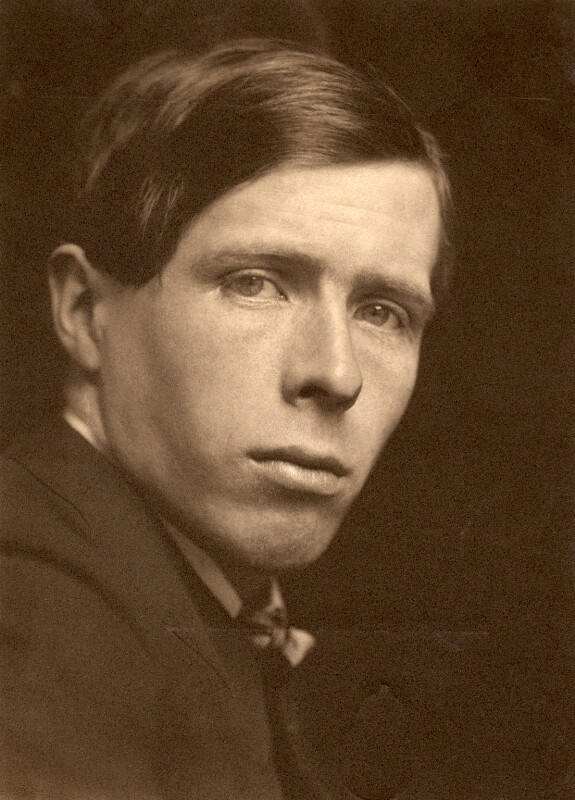
Уильям Орпен (1903)
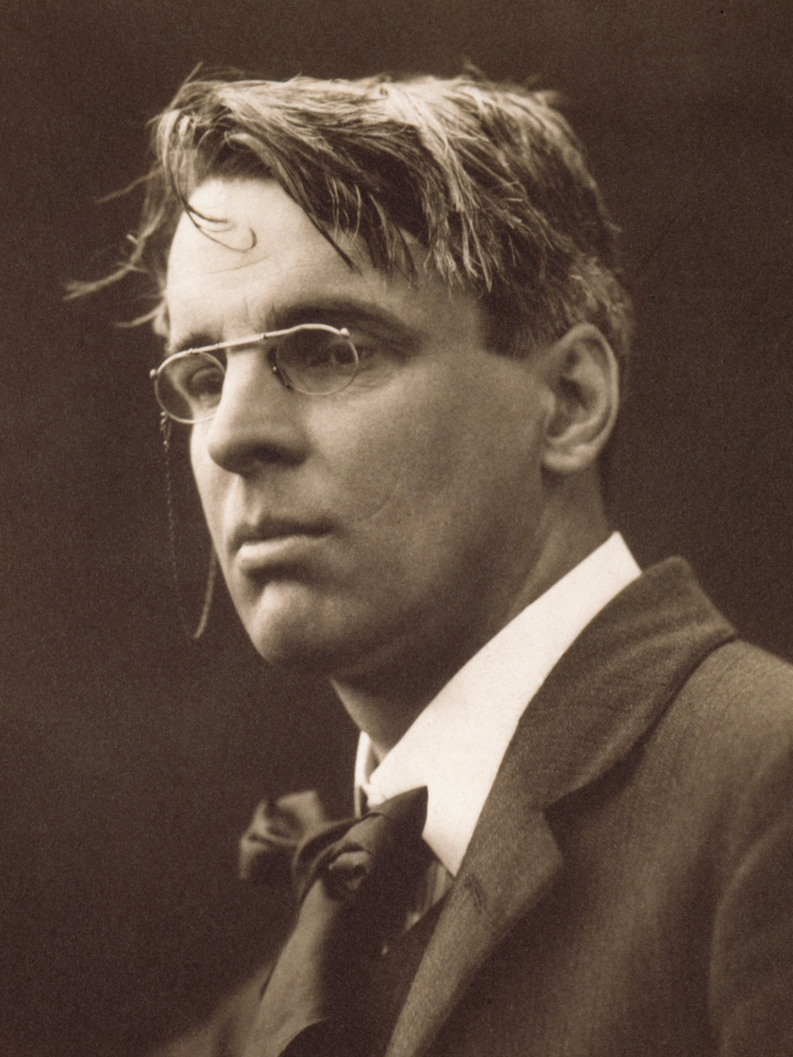
Уильям Батлер Йейтс
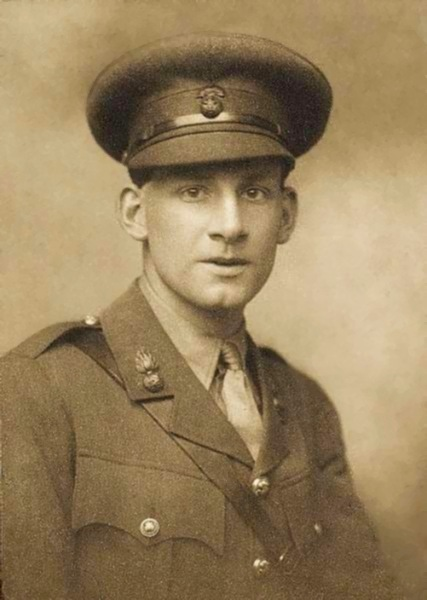
Зигфрид Сассун (1915)
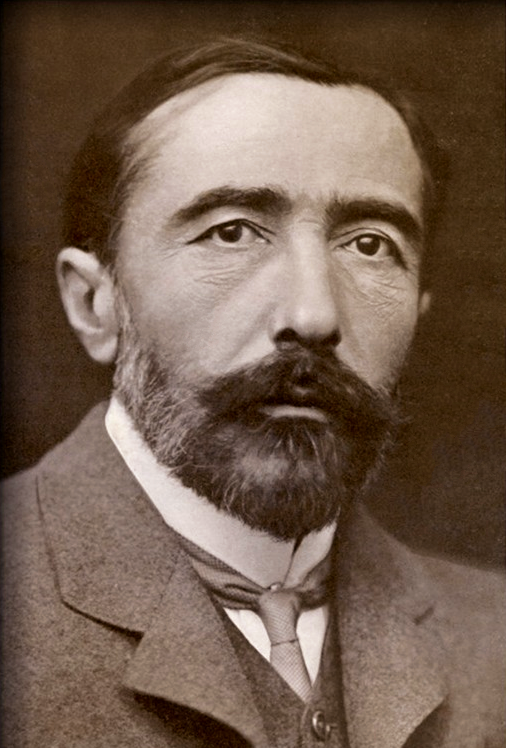
Джозеф Конрад
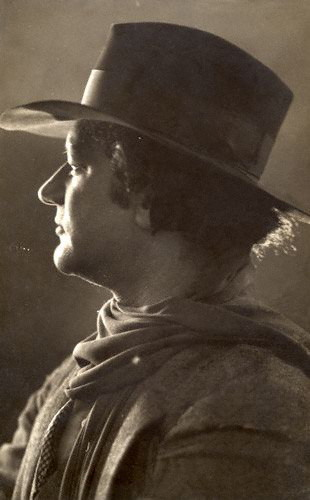
Джейкоб Эпстайн (1924)